# Hieracium subcymigerum
Hieracium subcymigerum là một loài thực vật có hoa trong họ Cúc. Loài này được (Peter) Weiss mô tả khoa học đầu tiên năm 1906.